# 차비 김씨
차비 김씨(次妃 金氏, 842년~?)은 재위: ?~?)은 신라(新羅) 제47대 헌안왕(憲安王)과 안정왕후 김씨(安貞王后 金氏)의 딸이자 신라(新羅)의 제48대 경문왕(景文王)의 두번째 왕후(王後)이다.

## 가계
- 부왕 : 헌안왕(憲安王)
- 모후 : 안정왕후 김씨(安貞王后 金氏)
  - 언니 : 문의왕후 김씨(文懿王后 金氏)
  - 부군 :  경문왕(景文王)
  - 부인 : 차비 김씨(次妃 金氏)
    - 아들 : 궁예

## 차비 김씨가 등장하는 작품
- 《태조 왕건》 (KBS, 2000년~2002년, 배우: 강양화)